# Solenostomus paradoxus
Solenostomus paradoxus is een straalvinnige vissensoort uit de familie van de buisbekken (Solenostomidae). De wetenschappelijke naam van de soort is, als Fistularia paradoxa. voor het eerst geldig gepubliceerd in 1770 door Pallas.